# Мобілізаційна підготовка
Мобілізаційна підготовка в Україні — комплекс організаційних, політичних, економічних, фінансових, соціальних, правових та інших заходів, які здійснюються в мирний час з метою підготовки національної економіки, органів державної влади, інших державних органів, органів місцевого самоврядування, Збройних Сил України, інших утворених відповідно до законів України військових формувань, а також правоохоронних органів спеціального призначення, Державної служби спеціального зв'язку та захисту інформації України та Державної спеціальної служби транспорту (далі — Збройні Сили України, інші військові формування), сил цивільного захисту, підприємств, установ і організацій до своєчасного й організованого проведення мобілізації та задоволення потреб оборони держави і захисту її території від можливої агресії, забезпечення життєдіяльності населення в особливий період;
До 2013 року мобілізаційною підготовкою також називалася дисципліна у системі командирської підготовки військовослужбовців (з 2013 року — професійна підготовка військовослужбовців). Станом на 2018 рік дана дисципліна носить назву «підготовка з мобілізаційних питань».

## Система управління мобілізаційною підготовкою
Система управління мобілізаційною підготовкою - складова частина загальної системи управління державою, яка спрямовує діяльність органів державної влади, інших державних органів, органів місцевого самоврядування, єдиної державної системи цивільного захисту на підготовку систем управління, засобів зв'язку, інформаційного забезпечення, а також фінансових і матеріально-технічних ресурсів, підприємств, установ і організацій до проведення мобілізації;

## Мобілізаційний план
Мобілізаційний план - сукупність документів, які визначають зміст, обсяги, виконавців, порядок і строки здійснення заходів щодо мобілізаційного розгортання Збройних Сил України, інших військових формувань, Оперативно-рятувальної служби цивільного захисту, переведення національної економіки, діяльності органів державної влади, інших державних органів, органів місцевого самоврядування, підприємств, установ і організацій, системи забезпечення життєдіяльності населення на функціонування в умовах особливого періоду;
Основні показники мобілізаційного плану - розрахункові потреби держави на особливий період, сформовані в натуральному і вартісному обчисленні, для задоволення потреб Збройних Сил України, інших військових формувань, сил цивільного захисту, забезпечення функціонування національної економіки та системи забезпечення життєдіяльності населення

### Мобілізаційні завдання
мобілізаційні завдання (замовлення) - окремі вимоги мобілізаційного плану щодо номенклатури, обсягів виробництва необхідної продукції, утворення і підготовки до розгортання спеціальних формувань, а також затверджені в установленому порядку першочергові заходи мобілізаційної підготовки, які доводяться для виконання до центральних і місцевих органів виконавчої влади, інших державних органів, Ради міністрів Автономної Республіки Крим, органів місцевого самоврядування. До підприємств, установ і організацій, що залучаються до виконання мобілізаційних завдань (замовлень), мобілізаційні завдання (замовлення) доводяться на підставі затверджених основних показників мобілізаційного плану і договорів (контрактів), що укладаються в порядку, передбаченому законодавствмо.
Наявність мобілізаційного завдання на підприємстві є необхідною умовою для бронювання військовозобов’язаних, які працюють на даному підприємстві.

## Принципи мобілізаційної підготовки
Мобілізаційна підготовка та мобілізація здійснюються на основі таких принципів:
- централізоване керівництво;
- завчасність;
- плановість;
- комплексність і погодженість;
- персональна відповідальність за виконання заходів щодо мобілізаційної підготовки та мобілізації;
- додержання прав підприємств, установ і організацій та громадян;
- гарантована достатність;
- наукова обґрунтованість;
- фінансова забезпеченість.[1]

## Зміст мобілізаційної підготовки становить
- правове регулювання у сфері мобілізаційної підготовки та мобілізації;
- наукове і методичне забезпечення мобілізаційної підготовки та мобілізації;
- визначення умов діяльності та підготовка органів державної влади, інших державних органів, органів місцевого самоврядування, підприємств, установ і організацій до роботи в умовах особливого періоду;
- розроблення мобілізаційних планів, довготермінових і річних програм мобілізаційної підготовки;
- підготовка Збройних Сил України, інших військових формувань до проведення мобілізації;
- підготовка національної економіки та її галузей до переведення і функціонування в умовах особливого періоду;
- підготовка єдиної державної системи цивільного захисту до функціонування в умовах особливого періоду;
- створення, розвиток та утримання мобілізаційних потужностей для задоволення потреб держави в особливий період;
- утворення і підготовка до розгортання спеціальних формувань;
- створення мобілізаційного резерву;
- створення та утримання страхового фонду проектної, конструкторської і технологічної документації на продукцію мобілізаційного та оборонного призначення;
- підготовка й утримання в належному стані техніки та об'єктів, призначених для передачі в разі мобілізації Збройним Силам України, іншим військовим формуванням;
- забезпечення готовності системи управління державою до функціонування в особливий період;
- планування і підготовка до нормованого (у разі необхідності) забезпечення населення продовольчими та непродовольчими товарами, медичним обслуговуванням, послугами зв'язку, транспорту, комунальними та побутовими послугами;
- військовий облік військовозобов'язаних і призовників;
- підготовка та накопичення військово-навчених людських ресурсів військовозобов'язаних і призовників для комплектування посад, передбачених штатами воєнного часу;
- бронювання військовозобов'язаних за органами державної влади, іншими державними органами, органами місцевого самоврядування, підприємствами, установами і організаціями на період мобілізації та на воєнний час;
- підготовка керівного складу органів державної влади, інших державних органів, органів місцевого самоврядування, єдиної державної системи цивільного захисту, підприємств, установ і організацій до дій у разі мобілізації;
- підвищення кваліфікації з питань мобілізаційної підготовки та мобілізації керівників органів державної влади, інших державних органів, органів місцевого самоврядування, підприємств, установ і організацій, працівників відповідних мобілізаційних підрозділів і працівників з питань мобілізаційної роботи;
- проведення військово-економічних мобілізаційних навчань і тренувань;
- перевірка та оцінка стану мобілізаційної готовності національної економіки, органів державної влади, інших державних органів, органів місцевого самоврядування, Збройних Сил України, інших військових формувань, Оперативно-рятувальної служби цивільного захисту, підприємств, установ і організацій, а також адміністративно-територіальних одиниць України;
- міжнародне співробітництво у сфері мобілізаційної підготовки;
- підготовка фінансової системи держави до функціонування в умовах особливого періоду;
- розробка і підготовка до запровадження стандартів особливого періоду;
- планування і підготовка до технічного прикриття в особливий період об'єктів, споруд та транспортних магістралей оборонного і важливого загальнодержавного значення;
- доведення основних показників мобілізаційного плану, укладання договорів (контрактів) на виконання підприємствами, установами і організаціями мобілізаційних завдань (замовлень), поставку матеріально-технічних ресурсів, виконання робіт та надання послуг в особливий період;
- підготовка транспортної системи до забезпечення мобілізації;
- підготовка до перерозподілу трудових ресурсів в особливий період;
- інформаційне забезпечення;
- підготовка до переведення редакцій друкованих засобів масової інформації і телерадіоорганізацій до роботи під час мобілізації та у воєнний час.

## Військово-транспортний обов'язок
Військово-транспортний обов’язок установлюється з метою задоволення потреб Збройних Сил України, інших військових формувань на особливий період транспортними засобами і технікою і поширюється на центральні та місцеві органи виконавчої влади, інші державні органи, органи місцевого самоврядування, підприємства, установи і організації, у тому числі на залізниці, порти, пристані, аеропорти, нафтобази, автозаправні станції дорожнього господарства та інші підприємства, установи і організації, які забезпечують експлуатацію транспортних засобів, а також на громадян - власників транспортних засобів.
Військово-транспортний обов’язок є складовою частиною мобілізаційної підготовки і мобілізації в державі та включає в себе проведення заходів, пов’язаних з військовим обліком, завчасною підготовкою, перевіркою готовності до передачі та передачею в особливий період транспортних засобів і техніки військовим формуванням. 
Порядок виконання військово-транспортного обов’язку для задоволення потреб Збройних Сил України, інших утворених відповідно до законів військових формувань, а також правоохоронних органів спеціального призначення, Держспецзв’язку та Держспецтрансслужби на особливий період транспортними засобами і технікою усіх типів і марок вітчизняного та іноземного виробництва, їх повернення під час демобілізації та компенсації шкоди, завданої транспортним засобам і техніці внаслідок їх залучення під час мобілізації регулюється Положенням про військово-транспортний обов'язок, затвердженим постановою Кабінету Міністрів України від 28 грудня 2000 року № 1921.
Військово-транспортний обов’язок виконується в особливий період шляхом передачі підприємствами, установами та організаціями, а також громадянами транспортних засобів і техніки для задоволення потреб військових формувань відповідно до визначених завдань.

## Мобілізаційні підрозділи
З метою організації здійснення заходів з мобілізаційної підготовки та мобілізації і контролю за здійсненням цих заходів в органах державної влади, інших державних органах, органах місцевого самоврядування, на підприємствах, в установах і організаціях, які мають мобілізаційні завдання (замовлення), створюються мобілізаційні підрозділи або призначаються працівники з питань мобілізаційної роботи.
Порядок утворення, функції, права та обов'язки мобілізаційних підрозділів органів державної влади, інших державних органів, а також функції, права та обов'язки працівників з питань мобілізаційної роботи визначаються відповідно до цього Закону в порядку встановленому Кабінетом Міністрів України.
Згідно зі статтею 210 Кодексу України про адміністративні правопорушення, порушення правил військового обліку призовниками, військовозобов'язаними та резервістами тягне за собою накладення штрафу: у мирний час від 3400 до 5100 грн, а за повторне порушення протягом року — від 5100 до 8500 грн.

## Фінансування мобілізаційної підготовки
Фінансування мобілізаційної підготовки здійснюється відповідно за рахунок коштів державного бюджету, місцевих бюджетів, коштів підприємств, установ і організацій.
З державного бюджету відповідно до закону фінансуються заходи та роботи з мобілізаційної підготовки, які мають загальнодержавне значення.
З місцевих бюджетів фінансуються заходи та роботи з мобілізаційної підготовки місцевого значення.
За рахунок коштів підприємств, установ і організацій фінансуються заходи та роботи з мобілізаційної підготовки, що здійснюються за ініціативою самих підприємств, установ і організацій згідно з мобілізаційними планами.
Фінансування мобілізаційної підготовки та/або заходів з мобілізації може здійснюватися додатково за рахунок благодійних пожертв фізичних та юридичних осіб у порядку ( 339-2015-п ), визначеному Кабінетом Міністрів України.